# Freedom Award
Freedom Award – nagroda przyznawana przez Międzynarodowy Komitet Ratunkowy (IRC) od 1957 roku za „szczególny wkład w pomoc uchodźcom i ludzką wolność”. Według IRC „Freedom Award ukazuje niezwykłą zdolność jednostki do kształtowania historii i zmiany świata na lepszy w kierunku wolności dla wszystkich”.

## Historia
IRC został założony w 1933 roku z inicjatywy Alberta Einsteina, a pierwszą Freedom Award przyznano w 1957 roku niemieckiemu politykowi Willy'emu Brandtowi, który otrzymał później także tytuł Człowieka Roku tygodnika „Time” oraz został laureatem Pokojowej Nagrody Nobla. W następnym roku nagrodę otrzymał premier Wielkiej Brytanii Winston Churchill za „poświęcenie i oddanie służbie dla sprawy wolności ludzkiej”. Po raz pierwszy dwie nagrody przyznano w 1981 roku, jej laureatami było małżeństwo Lane Kirkland i Irena Kirkland. Lane został wyróżniony za „długotrwałe oddanie się sprawie uchodźców” natomiast Irena za znaczne zaangażowanie jako aktywistka broniąca praw człowieka. W 1991 roku wspólnie wyróżnieni zostali chińscy dysydenci Fang Lizhi i Li Shuxian, w 2005 roku prezydenci Stanów Zjednoczonych George H.W. Bush i Bill Clinton, a w 2007 roku amerykańska aktorka Angelina Jolie i portugalski Wysoki Komisarz Narodów Zjednoczonych do spraw Uchodźców António Guterres.
Od 1957 roku IRC wręczyło Freedom Award 46 osobom, z czego 24 obywatelom Stanów Zjednoczonych. Większość osób nagrodzonych to politycy. W 1995 roku zaocznie przyznano nagrodę mjanmańskiej opozycjonistce Aung San Suu Kyi. Ceremonia wręczenie Freedom Award w 2011 roku odbyła się w hotelu Waldorf-Astoria, nagrodę otrzymała rodzina Brokaw. W 2012 roku John C. Whitehead stał się pierwszą osobą, która dwukrotnie otrzymała nagrodę (pierwszy raz w 1987 roku). W 2013 roku laureatem Freedom Award po raz drugi został George Soros (pierwszy raz w 1993 roku).

## Laureaci
| Rok  | Wyróżniony | Wyróżniony                                                                  | Kraj                           |
| ---- | ---------- | --------------------------------------------------------------------------- | ------------------------------ |
| 1957 |            | Willy Brandt                                                                | Niemcy Zachodnie               |
| 1958 |            | Winston Churchill                                                           | Wielka Brytania                |
| 1959 |            | William Donovan                                                             | Stany Zjednoczone              |
| 1960 |            | Richard Byrd                                                                | Stany Zjednoczone              |
| 1965 |            | George Meany                                                                | Stany Zjednoczone              |
| 1966 |            | David Dubinsky                                                              | Stany Zjednoczone              |
| 1967 |            | David Sarnoff                                                               | Stany Zjednoczone              |
| 1969 |            | Lucius Clay                                                                 | Stany Zjednoczone              |
| 1970 |            | Jacob K. Javits                                                             | Stany Zjednoczone              |
| 1975 |            | Bruno Kreisky                                                               | Austria                        |
| 1976 | —          | Leo Cherne                                                                  | Stany Zjednoczone              |
| 1977 |            | Hubert Humphrey                                                             | Stany Zjednoczone              |
| 1978 | —          | Joseph Buttinger                                                            | Austria                        |
| 1979 | —          | Mary Pillsbury Lord                                                         | Stany Zjednoczone              |
| 1981 |            | Lane Kirkland Irena Kirkland                                                | Stany Zjednoczone              |
| 1987 |            | Elie Wiesel                                                                 | Rumunia                        |
| 1987 | —          | John C. Whitehead                                                           | Stany Zjednoczone              |
| 1989 |            | Sadruddhin Aga Khan                                                         | Francja · Iran · Szwajcaria    |
| 1989 |            | Lech Wałęsa                                                                 | Polska                         |
| 1990 |            | Violeta Chamorro                                                            | Nikaragua                      |
| 1991 |            | Javier Pérez de Cuéllar                                                     | Peru                           |
| 1992 |            | Cyrus Vance                                                                 | Stany Zjednoczone              |
| 1993 |            | George Soros                                                                | Stany Zjednoczone · Węgry      |
| 1993 | —          | Dwayne Andreas                                                              | Stany Zjednoczone              |
| 1994 | —          | Theodore J. Forstmann                                                       | Stany Zjednoczone              |
| 1994 | —          | Felix Rohatyn                                                               | Austria · Stany Zjednoczone    |
| 1995 |            | Aung San Suu Kyi                                                            | Mjanma                         |
| 1995 |            | Sadako Ogata                                                                | Japonia                        |
| 1995 |            | Richard Holbrooke                                                           | Stany Zjednoczone              |
| 1997 | —          | Robert P. DeVecchi                                                          | Stany Zjednoczone              |
| 1999 |            | Madeleine Albright                                                          | Stany Zjednoczone              |
| 2001 |            | John McCain                                                                 | Stany Zjednoczone              |
| 2002 | —          | Reynold Levy                                                                | Stany Zjednoczone              |
| 2002 |            | Hamid Karzaj                                                                | Afganistan                     |
| 2003 |            | Václav Havel                                                                | Czechy                         |
| 2004 |            | Roméo Dallaire                                                              | Kanada                         |
| 2005 |            | George H.W. Bush Bill Clinton                                               | Stany Zjednoczone              |
| 2006 |            | Ellen Johnson-Sirleaf                                                       | Liberia                        |
| 2007 |            | António Guterres Angelina Jolie                                             | Portugalia · Stany Zjednoczone |
| 2008 |            | Kofi Annan                                                                  | Ghana                          |
| 2011 |            | Tom Brokaw Meredith Brokaw Jennifer Brokaw Andrea Brokaw Simon Sarah Brokaw | Stany Zjednoczone              |
| 2012 | —          | John C. Whitehead                                                           | Stany Zjednoczone              |
| 2013 |            | George Soros                                                                | Stany Zjednoczone · Węgry      |
| 2014 |            | Pracownik pomocy humanitarnej                                               |                                |
| 2015 |            | Strive Masiyiwa                                                             | Zimbabwe                       |
| 2016 |            | Spyros Galinos                                                              | Grecja                         |
| Rok  | Wyróżniony | Wyróżniony                                                                  | Kraj                           |